# 托馬斯·格雷姆
托馬斯·格雷姆，又譯托馬斯·格銳目，FRS（英語：Thomas Graham，1805年12月21日—1869年9月16日），蘇格蘭化學家，提出了格銳目定律。他曾擔任思克莱德大學科學和科技皇家書院和倫敦大學教授。1841年，他在倫敦創立伦敦化学学会（Chemical Society of London）后与其他几个协会合并成为现在英国皇家化学会（royal society of chemistry）。他被认为是胶体化学的创始人。

## 傳記
1805年12月21日，托馬斯·格雷姆生於大不列顛與愛爾蘭聯合王國蘇格蘭格拉斯哥。